# Пороци Токија
Пороци Токија (енгл. Tokyo Vice) америчко-јапанска је криминалистичка драма. Њен аутор је Џ. Т. Роџерс и темељи се на истоименим мемоарима Џејка Ејделстајна из 2009. године. Премијеру је емитовао HBO Max 7. априла 2022. године. Главне улоге глуме Ансел Елгорт и Кен Ватанабе.

## Радња
Инспирисана причом Џејка Ејделстајна из прве руке, ова криминалистичка драма прати младог америчког новинара који се спушта у подземље Токија деведесетих година 20. века, где нико и ништа нису онакви каквим се чине.

## Улоге
| Глумац            | Улога           |
| ----------------- | --------------- |
| Ансел Елгорт      | Џејк Ејделстајн |
| Кен Ватанабе      | Хирото Катагири |
| Рејчел Келер      | Саманта Портер  |
| Хидеаки Ито       | Џин Мијамото    |
| Шо Касаматсу      | Сато            |
| Ела Румпф         | Полина          |
| Ринко Кикучи      | Еми Марујама    |
| Томохиса Јамасито | Акира           |

## Епизоде
| Бр. еп. | Наслов | Редитељ              | Сценариста         | Премијера       |
| ------- | ------ | -------------------- | ------------------ | --------------- |
| 1       |        | Мајкл Ман            | Џ. Т. Роџерс       | 7. април 2022.  |
| 2       |        | Јосеф Кубота Владика | Карл Таро Гренфелд | 7. април 2022.  |
| 3       |        | Јосеф Кубота Владика | Артур Филипс       | 7. април 2022.  |
| 4       |        | Хикари               | Наоми Исука        | 14. април 2022. |
| 5       |        | Хикари               | Адам Стајн         | 14. април 2022. |
| 6       |        | Јосеф Кубота Владика | Џесика Брикман     | 21. април 2022. |
| 7       |        | Јосеф Кубота Владика | Бред Кејлеб Кејн   | 21. април 2022. |
| 8       |        | Алан Пол             | Џ. Т. Роџерс       | 28. април 2022. |